# Maldad radical
Maldad radical (en alemán: das radikal Böse) es una frase utilizada por el filósofo alemán Immanuel Kant, que representa el término cristiano, radix malorum. Kant creía que los seres humanos naturalmente tienen una tendencia a ser malvados. Explica el mal radical como la corrupción en un ser humano que se apodera de ellos por completo. Tiene su deseo actuando contra la ley moral universal. El resultado de la tendencia natural de uno, o la propensión innata, hacia el mal son acciones o "hechos" que subordinan la ley moral. Por Kant, estas acciones se oponen a las máximas universalmente morales y se muestran desde el amor propio y la vanidad. Muchos autores consideran que el concepto de Kant del mal radical es una paradoja e inconsistente a través de su desarrollo de las teorías morales.

## Imperativos categóricos
Imperativos categóricos (Cl) es el fundamento de la moralidad que Kant usa para crear la frase mal radical. Kant caracterizó la moralidad en términos de imperativos categóricos. Cl se describe como límites que no debes traspasar independientemente de nuestros deseos naturales. Se nos expresa que tenemos obligaciones de seguir estos principios porque se derivan de la razón. Cuando uno actúa contra el Cl, se ve que actúa de manera irracional y, por lo tanto, inmoral.

## Propensión al mal frente a la predisposición natural al bien
Ser moralmente malo es poseer deseos que hacen que uno actúe en contra del bien. Para ser radicalmente malvado, uno ya no puede actuar de acuerdo con el bien porque sigue con determinación las máximas de voluntad que descartan el bien. Según Kant, una persona puede elegir entre buenas  máximas, reglas que respetan la ley moral, y máximas malas, reglas que contradicen o se oponen a la ley moral. Aquel que ignora y actúa en contra de la ley moral, se lo describe como corrupto con una propensión innata al mal. La propensión se explica como una característica natural del ser humano que se considera innecesaria. Por tanto, la propensión se distingue como una tendencia, o inclinación, en la conducta de uno a actuar de acuerdo con la ley moral o en contra de ella. Esta propensión al mal es la fuente de las acciones inmorales de uno y, por lo tanto, corrompe por completo la predisposición natural al bien. Dado que esto los ha corrompido en su conjunto, se considera que el mal es radical. Esto no quiere decir que ser radical sea una mentalidad concreta, la propensión al mal puede revisarse a través de lo que se describe como una "revolución del pensamiento" que reforma el carácter de uno a través de agentes morales que practican la ética universal.

## Incentivos a la humanidad
Kant afirma que la voluntad humana es buena o mala, es una o ninguna. La voluntad humana se considera buena si la acción de uno respeta la ley moral. Hay tres incentivos en la humanidad en los que alineamos nuestro deseo con (1) la animalidad, (2) la humanidad y (3) la personalidad.
El concepto de libertad humana de Kant se caracteriza por tres predisposiciones de los seres humanos:
1. Recluta el impulso existencial de "autoconservación", el impulso sexual de uno por la cría, la preservación del ser hacia su hijo que nace a través de esta crianza, y finalmente su "impulso social" con otros humanos.
2. La propensión a "ganar valor en la opinión de los demás". A través de esta predisposición, "los celos y la rivalidad" se producen a través de los seres y, por tanto, incentiva la cultura.
3. La probabilidad de que uno siga la ley moral.

## Inconsistencia en ideas
La inconsistencia de Kant de sus teorías morales es señalada y argumentada por muchos autores. Kant cambia sus argumentos de apoyo y afirma en su trabajo que algunos filósofos encontraron como "escandaloso", "inconsistente" e "indeciso". A partir de esto, la idea de Kant del mal radical se ve desviada y un concepto no desarrollado que no apoya sus ideas generales de ética. Aunque su desarrollo se considera inconsistente, se argumenta que su concepto del mal radical se alinea con sus ideas de libertad humana, la ley moral y la responsabilidad moral.